# Interzum

Logo der interzum in Köln

Die interzum (Internationale Messe Zulieferer Möbelindustrie) ist eine internationale Messe für die Möbelindustrie. Sie findet alle zwei Jahre im Mai in Köln statt. Veranstalter ist die Koelnmesse GmbH. 
An vier Tagen zeigen rund 1.500 Aussteller aus fast 60 Nationen in neun Hallen auf einer Fläche von etwa 163.000 m² die Entwicklungen, Produkte und Technologien in der Zulieferbranche. Die Messe feierte 2009 ihr 50-jähriges Bestehen. 2015 besuchten knapp 60.000 internationale Fachbesucher die Ausstellung, darunter 17.500 Gäste aus dem Inland.
Die nächste interzum ist vom 20. bis 23. Mai 2025.